# Christian Bachhiesl
Christian Wilhelm Bachhiesl (* 25. Februar 1971 in Graz) ist ein österreichischer Wissenschaftshistoriker.

## Leben
Nach dem Studium (1989–1995) der Rechtswissenschaften in Graz war er von 1997 bis 1998 Assistent am Institut für Zivilrecht (Willibald Posch) der KFU Graz, anschließend bis Jänner 2002 Assistent und Wissenschaftlicher Mitarbeiter am Institut für Rechtsgeschichte (Helfried Valentinitsch). Ab 2009 war er Kustos und Kurator des Hans Gross Kriminalmuseums der KFU Graz. Seit November 2011 ist er habilitiert (Lehrbefugnis für das Fach Wissenschaftsgeschichte) und Stellvertretender Leiter der Universitätsmuseen der KFU Graz. Seit 2019 ist er Mitglied der Historischen Landeskommission für Steiermark.
Im Februar 2023 übernahm er als Nachfolger von Christine Ragger die Leitung des Museums im Lavanthaus in Wolfsberg in Kärnten.

## Schriften (Auswahl)
- Zur Konstruktion der kriminellen Persönlichkeit. Die Kriminalbiologie an der Karl-Franzens-Universität Graz. Hamburg 2005, ISBN 3-8300-2166-6.
- Des Kaisers Leibarzt auf Reisen. Johann Nepomuk Raimanns Reise mit Kaiser Franz I. im Jahre 1832. Wien 2008, ISBN 978-3-7000-0843-9.
- Zwischen Indizienparadigma und Pseudowissenschaft. Wissenschaftshistorische Überlegungen zum epistemischen Status kriminalwissenschaftlicher Forschung. Berlin 2012, ISBN 978-3-643-50412-8.
- Der Fall Josef Streck. Ein Sträfling, sein Professor und die Erforschung der Persönlichkeit. Wien 2019, ISBN 978-3-8258-9579-2.